# 交通新聞
交通新聞（日语：／）是一份主要報導運輸業界的業界報紙。由JR相關企業交通新聞社發行。
現時，該報紙主要報導有關JR集團的新聞（除了鐵路新閒，還有與JR相關的零售業、住宿業和製造業的新聞），也會報導JR以外的鐵路公司、航空公司的運輸業界，以至關於旅行和觀光等相關業界，以及日本國士有關交通的政策的新聞。另外，《交通新聞》與的士業界報紙發行商東京交通新聞社所發行的東京交通新聞，以及由交通毎日新聞社發行的交通毎日新聞沒有關係。
在報紙中刊登的廣告多數為與JR集團有關的公司。多數的訂閱人士都是業界相關人士，但是業界外的人士也可以透過郵寄訂閱。另外，於網絡上也可觀看此報紙。

## 概要
- 發行商 - 交通新聞社（日语：交通新聞社）
- 發行密度 - 日刊（星期六、日及假日暫停發行）
- 發行媒體
  - 紙本
  - 電子郵件雜誌（只限概要）
  - 網上（瀏覽/搜索內文。CYBER STATION會員可使用手提電話瀏覽）

## 歷史
在1942年（昭和17年）秋季起，當時鐵道省首腦部門在當時的戰局中，考慮推出以鐵路為中心，以支援陸路交通的報紙。在翌年1943年（昭和18年）2月11日，財團法人陸運協力會成立，同日4月1日「陸輸新報」創刊（同日為交通新聞的創刊日）。當時由於鐵道省內缺乏專門發行報紙的人材，因此當時需要由毎日新聞社協助下發行。
在戰爭結束後的1946年（昭和21年）1月11日。為了抹去戰時的色彩，因此成立了財團法人交通協力會，繼承了陸運協力會所有業務。在同年2月1日，陸輸新報改名為「交通新聞」。在改名時，現時的「交通新聞」這個名字由中村素堂題字。

## 注腳

## 外部連結
- 交通新聞社 （页面存档备份，存于）（日語）